# Miyuki Nakajima
Miyuki Nakajima (中島 みゆき, Nakajima Miyuki, Sapporo, 23 de fevereiro de 1952) é uma vocalista, guitarrista, letrista, compositora e personalidade de rádio japonesa, tendo lançado 35 álbuns, 40 singles, 2 álbuns ao vivo e diversas compilações, cujas vendas foram estimadas em mais de 21 milhões de cópias.